# اندیس چم قلعه
چم قلعه یک اندیس غیرفلزی است که در حوالی شهر نفت استان لرستان قرار دارد و مادهٔ معدنی موجود در آن، قیر طبیعی است.سنگ میزبان این اندیس ماسه سنگهاوسیلت استونها است و دیرینگی آن به دوران پالئوسن می‌رسد. 